# Купальница лютиковая
Купальница лютиковая, или Купа́льница лютичная, Купальница лютиковидная (лат. Trollius ranunculinus) — травянистое растение, вид рода Купальница семейства Лютиковые (Ranunculaceae).

## Распространение
Распространена на лугах, сырых местах, по берегам ручьёв и озёр Кавказаи Ирана, а также в субальпийском и альпийском поясах, достигает 2800 м над у.м.

## Ботаническое описание
Невысокий (до 35 см) травянистый многолетник. Прикорневые листья обычно длинночерешковые, рассечённые на ромбовидные трёхраздельные либо перисторассечённые доли. Стеблевые листья отсутствуют, реже есть один с пластинкой меньшего размера, чем у прикорневых. Прицветные листья сближены, составляют во время цветения обёртку. Цветоножки при плодах удлиняются. Околоцветник актиноморфный. Цветки крупные (1-5 см), чашелистики в числе 5, иногда 10, овальной или эллиптической формы, жёлтые с маслянистым блеском, отстоящие. Лепестки (нектарники) 7-8 мм длины, золотисто-жёлтые, равные тычинкам или несколько длиннее. Плод представляет собой многолистовку, состоящую из 5-15 листовок, собранных в рыхлую головку.